# Ukraine International Airlines
Ukraine International Airlines (ukrainisch Міжнародні Авіалінії України Mischnarodni Awialiniji Ukrajiny, [ˌmiʒnaˈrodni ˌɑviɑˈliniji ˌukraˈjinɪ]) war eine ukrainische Fluggesellschaft mit Sitz in Kiew und Basis auf dem Flughafen Kiew-Boryspil.

## Geschichte

### Gründung und erste Jahre

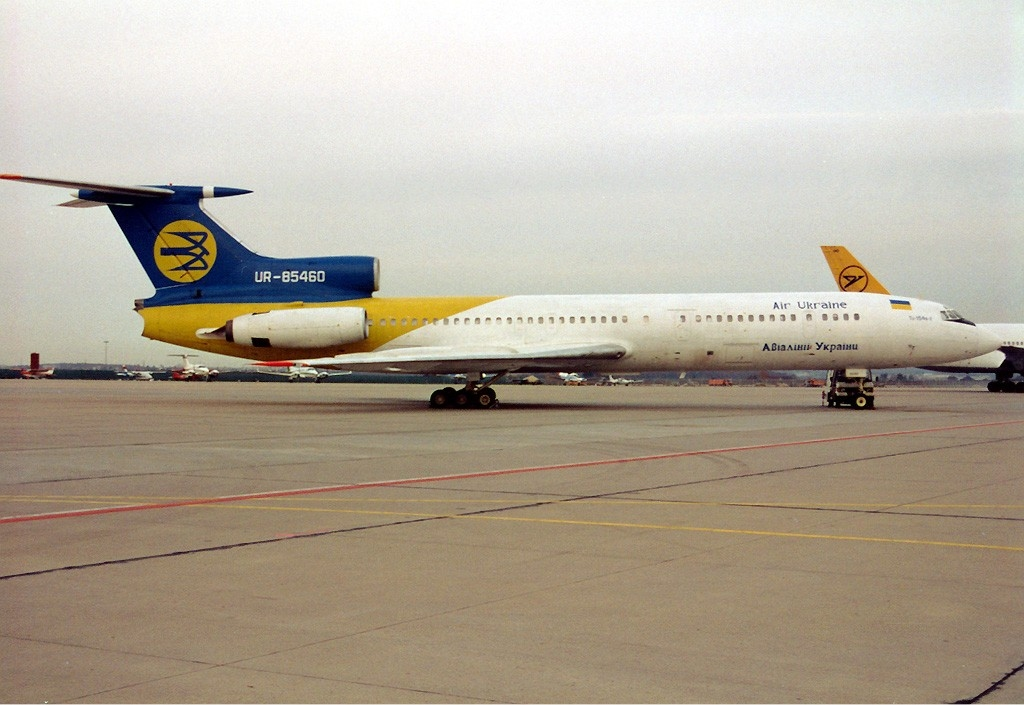
Tupolew Tu-154B-2 der ehemaligen Air Ukraine

Die Fluggesellschaft wurde am 1. Oktober 1992 gegründet und startete ihren Flugbetrieb am 25. November 1992. Sie wurde als Nachfolgerin für die internationalen Dienste der Air Ukraine gegründet, um Flüge zwischen Kiew und Westeuropa anzubieten.
Die Gesellschaft war die erste Gesellschaft der GUS, die auch mit westlichem Kapital gegründet wurde und neue Flugzeuge vom Typ Boeing 737 ab Werk beschaffte. Sie war eine der ersten osteuropäischen Airlines nach dem Zerfall der Sowjetunion, die die IATA-IOSA-Sicherheitszertfifzierung für höchste Qualitätsstandards verliehen bekommen haben.
Die Gründungsaktionäre waren die ukrainische Zivilluftfahrtbehörde und die Guinness Peat Aviation (GPA), eine irische Flugzeugleasinggesellschaft.
Im Jahre 1996 investierten die Austrian Airlines Group und Swissair neue Aktien im Werte von 9 Millionen US$. Im Jahre 2000 investierte die Europäische Bank für Wiederaufbau und Entwicklung 5,4 Millionen US$ und wurde neuer Aktionär.

### Entwicklung seit 2000

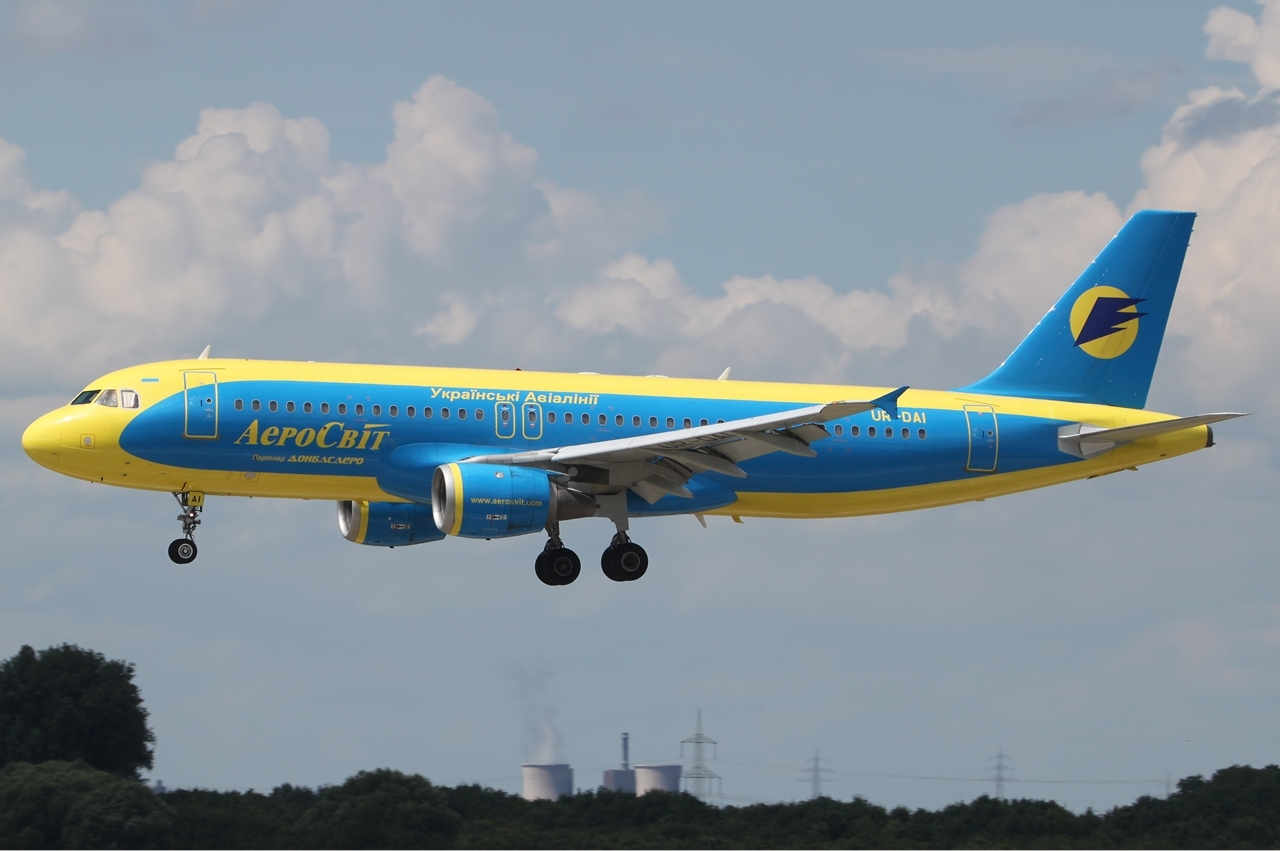
Ehemalige A320 der Aerosvit Airlines

Nachdem im Jahre 2002 die Fusion mit der Air Ukraine, der Nachfolgegesellschaft der sowjetischen Kiew-Division der Aeroflot, am Widerstand der westlichen Aktionäre von UIA scheiterte, ging kurz darauf die Air Ukraine in Insolvenz. Es existiert noch eine Restgesellschaft mit wenigen Flugzeugen. Die innerukrainischen Linien wurden seitdem von lokalen Gesellschaften und der ukrainischen Billigfluggesellschaft Aerosvit Airlines geflogen.
Eine Kooperation von Ukraine International Airlines mit der Air Berlin wurde am 19. Januar 2010 bekanntgegeben.
Hauptaktionär der Ukraine International Airlines war vor der vollständigen Privatisierung der staatliche ukrainische Treuhandfonds FDMU mit 61,58 %. Kleinere Aktienpakete hielten die in Österreich ansässige UIA Holding GmbH, die Capital Investment Project GmbH und ein dritter Privatinvestor.
Am 28. Februar 2011 übergab der staatliche ukrainische Treuhandfonds FDMU seine Beteiligung von 61,58 % an der Ukraine International Airlines für 287,2 Mio. UAH (rund 26 Mio. Euro) vollständig in private Hände. 36,09 % der Aktien gingen an jene Privatinvestoren, welche bisher 22,51 % hielten und mit neu 58,6 % die Aktienmehrheit halten. Weitere 15,91 % erwarb die in Österreich ansässige UIA Holding GmbH, die neu 25,85 % der UIA-Aktien besitzt. Der dritte Privatinvestor ist die Capital Investment Project GmbH, welche 9,58 % der Aktien erwarb und neu 15,55 % hält.
Bei der Privatisierung ist die Dniproavia AG, die dem ukrainischen Unternehmer Ihor Kolomojskyj gehört, leer ausgegangen. Kolomojskyj hielt den vom staatlichen ukrainischen Treuhandfonds FDMU geforderten Preis von 250 Mio. UAH für zu niedrig und hatte sich nach Medienberichten dazu bereit erklärt, für die Aktienmehrheit insgesamt 516,8 Mio. UAH zu bezahlen, wenn die Versteigerung transparent veranstaltet werden würde.
Im Januar 2013 wurde bekanntgegeben, dass UIA zahlreiche Routen der finanziell angeschlagenen Aerosvit Airlines übernehmen will, darunter auch einige Langstreckenverbindungen wie New York und Bangkok.
Nach der russischen Annexion der Krim-Halbinsel im Jahre 2014 wurden bis auf weiteres ein Flugembargo sowie Ausfuhrbeschränkungen der beiden Länder erlassen. Das Embargo bezieht sich auf den gesamten Luftraum der Ukraine und Russlands und gilt ausschließlich für Fluggesellschaften der beiden Länder sowie Frachtflüge, die den gegnerischen Luftraum nicht überfliegen dürfen. Der Flughafen Simferopol auf der Krim darf seit der Krim-Annexion nicht mehr von ukrainischen Fluggesellschaften angeflogen werden.
Nachdem Russland am 24. Februar 2022 einen unter der Führung des russischen Präsidenten Wladimir Putin laufenden Angriffskrieg gegen die Ukraine begonnen hatte, wurde der Flugbetrieb der Ukraine International Airlines (UIA) bis auf weiteres eingestellt. Ausnahmen stellen dabei Sonderflüge dar, welche entweder im Ausland durchgeführt werden oder zur Evakuierung von Zivilisten dienen. Die meisten Flugzeuge der Flotte sind allerdings entweder am Heimatflughafen Kiew-Boryspil oder im Ausland vorübergehend stillgelegt worden. Auch ausländische Fluggesellschaften führen zurzeit keine Flüge in die Ukraine durch, da der Luftraum gesperrt wurde.
Im November 2023 wurde die Fluggesellschaft für insolvent erklärt. Die Bodenabfertigungsgesellschaft, Name und Logo wurden an die Okeanos LLC, eine Gesellschaft, die am 29. Juli 2023 gegründet worden war, verkauft.

## Flugziele

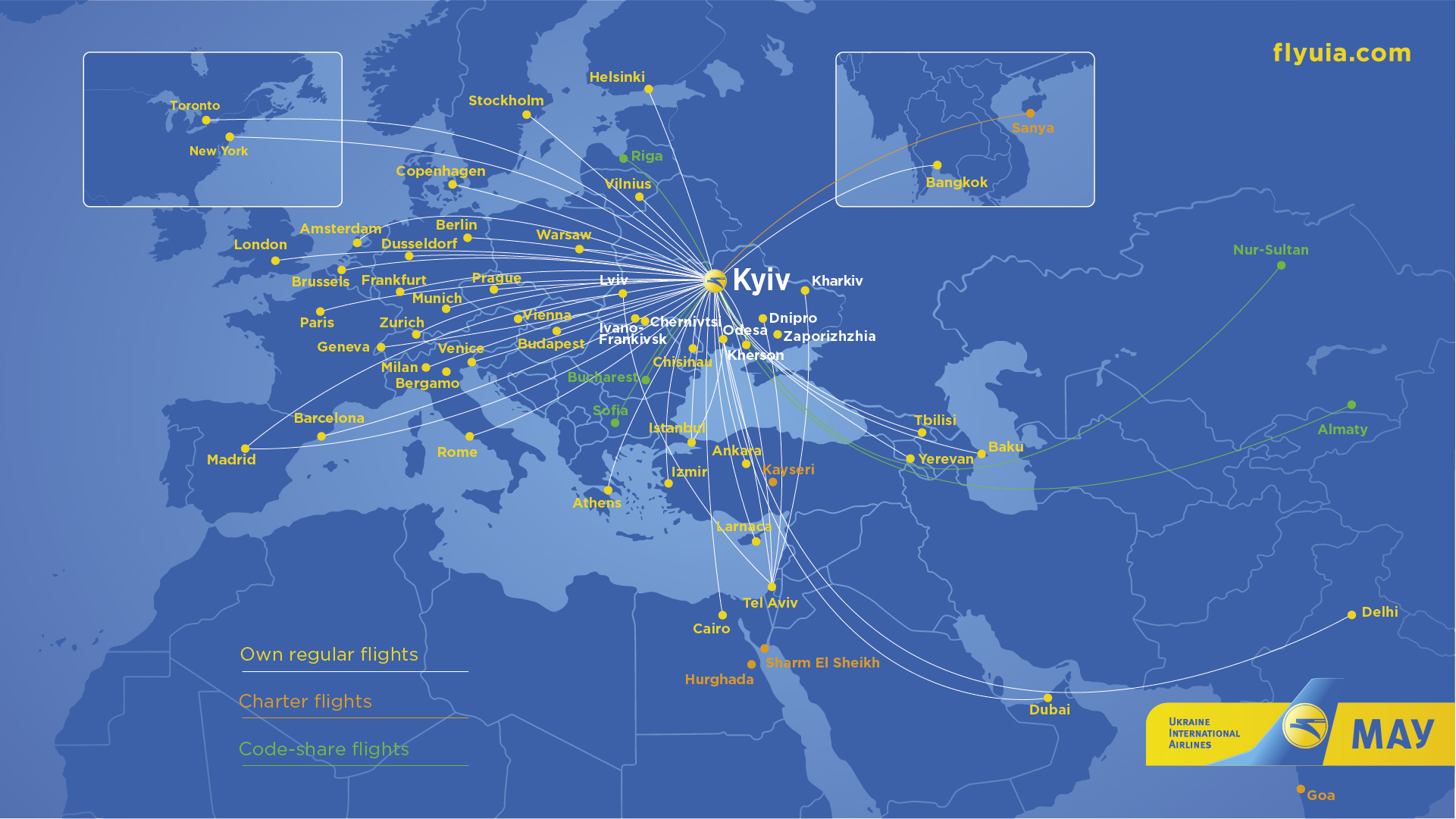
Streckennetz der UIA Stand 02/2020

Ukraine International Airlines (UIA) bediente neben mehreren Zielen innerhalb der Ukraine (9 Inlandstrecken ab Kiew-Boryspil) auch zahlreiche Städte- und einige saisonale Urlaubsziele in Europa, Osteuropa, dem Kaukasus, dem Baltikum sowie dem Mittleren Osten.
Auf Kurz- und Mittelstrecken wurden Ziele in ganz Europa, Israel und Georgien angeflogen.
Zu den Fernzielen gehörten New York, Dubai, Toronto, Delhi, Colombo, Peking, Sanya (Hainan), Astana, Almaty

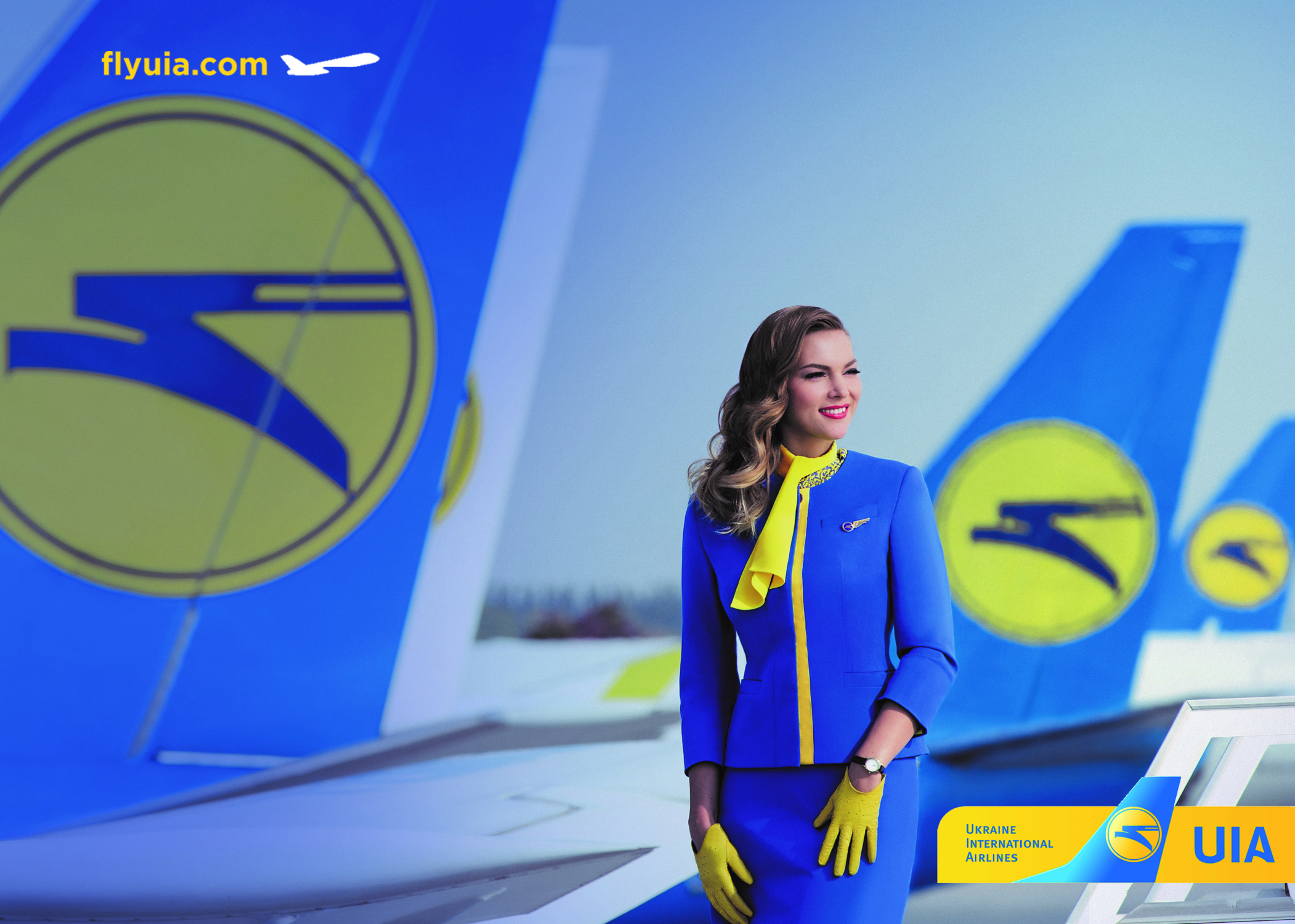
UIA-Mitarbeiterin vor Flugzeugen

### Codesharing
Codesharing-Abkommen bestanden mit Air Astana, Alitalia, Azerbaijan Airlines, Air Baltic, Dniproavia, Delta Air Lines, El Al, Iberia, KLM, Wind Rose, TAP Portugal und Turkish Airlines.

## Sitz

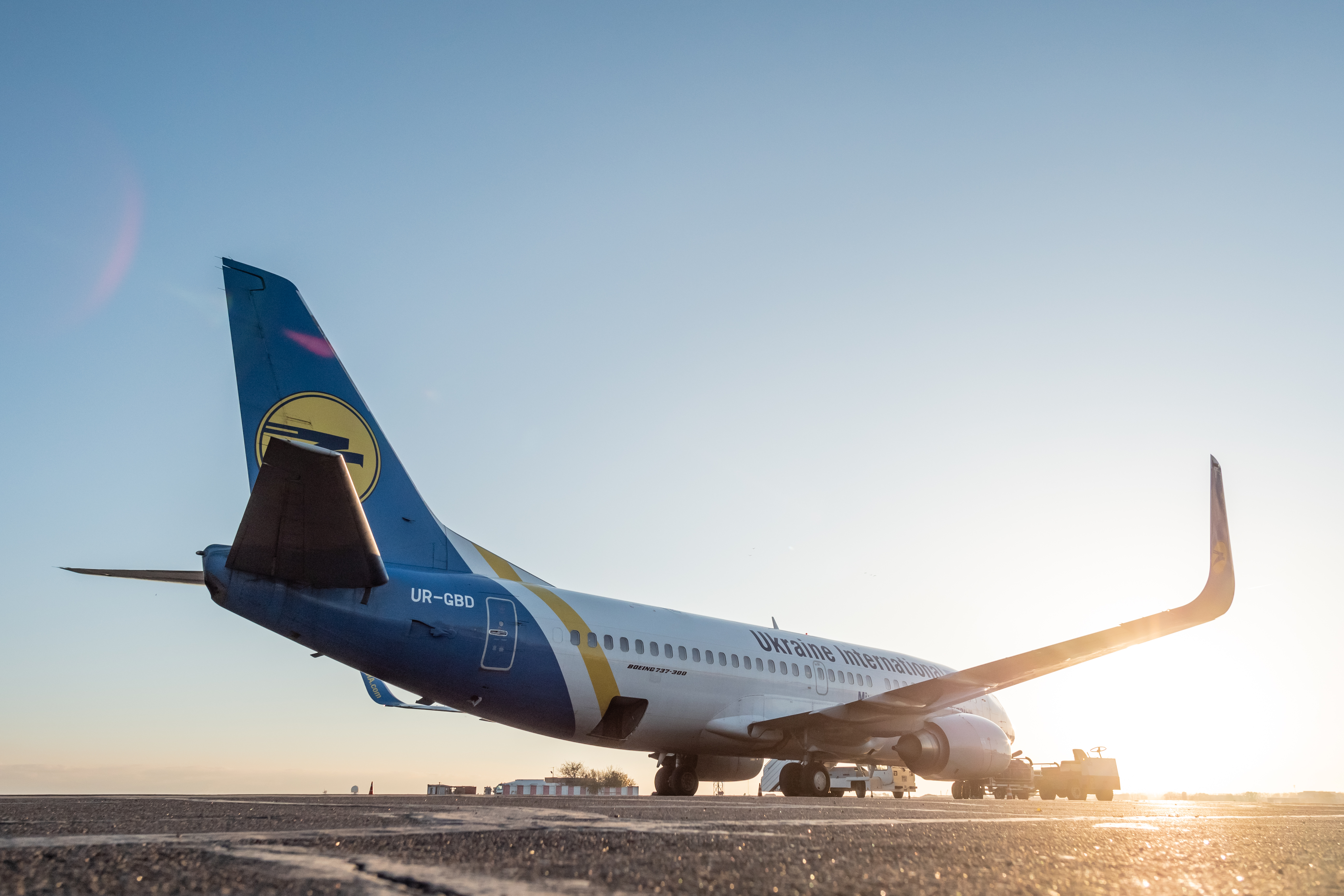
Boeing 737-300 erhielt UIA 2013 in die Flotte integriert

Der Hauptsitz der Gesellschaft befand sich im Stadtrajon Darnyzja im Südosten Kiews in der Charkiwer Chaussee (Харківське Шосе) Nr. 201–203, unmittelbar an der Fernstraße M 03 zum Flughafen Kiew-Boryspil gelegen.

## Flotte

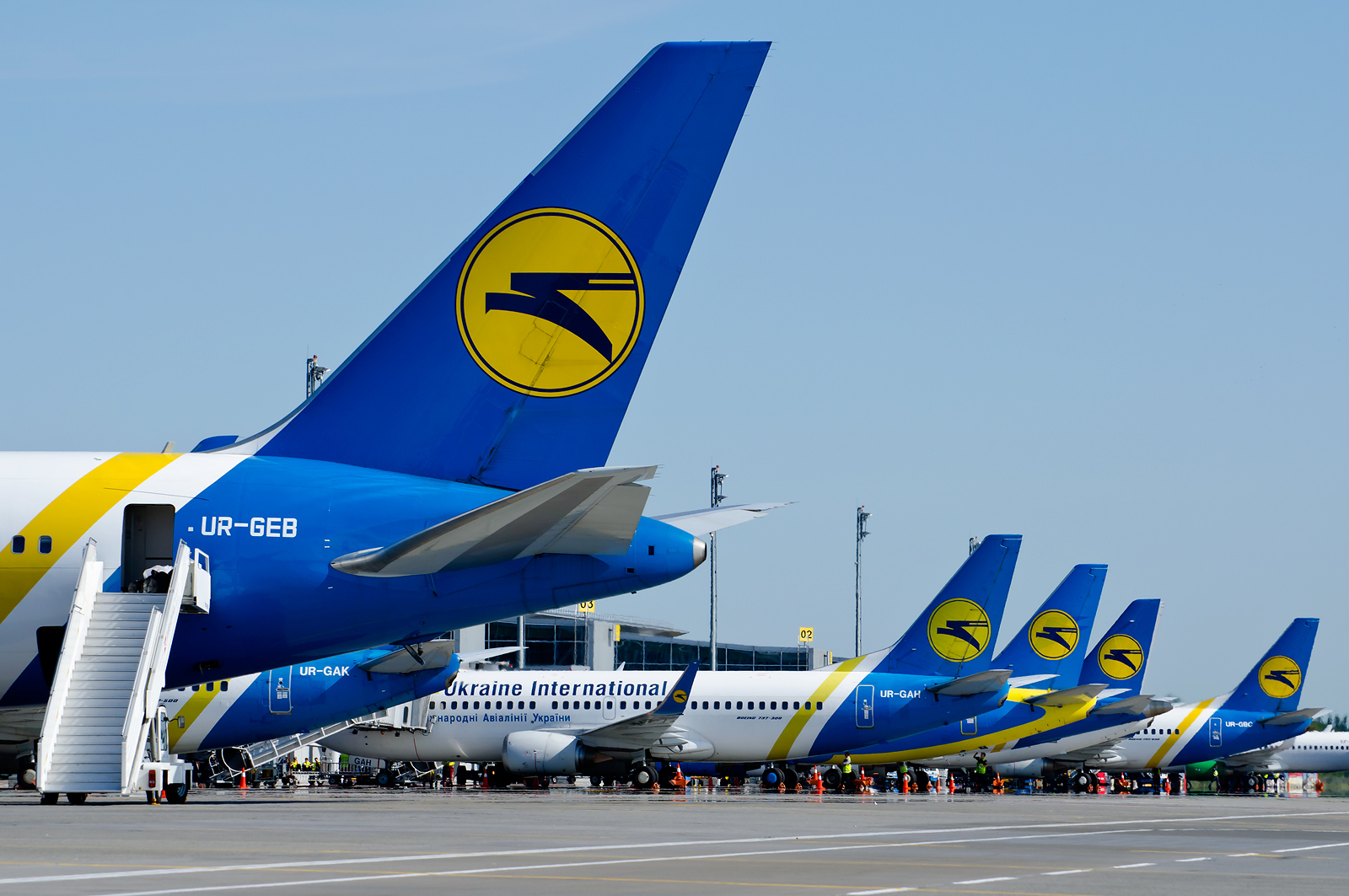
Teil der Flotte am Flughafen Kiew-Boryspil

Zur Einstellung des Betriebs im November 2023 bestand die Flotte der Ukraine International Airlines aus 11 Flugzeugen mit einem Durchschnittsalter von 14,4 Jahren:
| Flugzeugtyp      | Anzahl | bestellt | Anmerkungen               | Sitzplätze | Durchschnittsalter (Oktober 2022) |
| ---------------- | ------ | -------- | ------------------------- | ---------- | --------------------------------- |
| Boeing 737-800   | 03     |          | mit Winglets ausgestattet | 186        | 8,1 Jahre                         |
| Boeing 737-900ER | 01     |          | mit Winglets ausgestattet | 189 215    | 10,1 Jahre                        |
| Boeing 767-300ER | 02     |          | mit Winglets ausgestattet | 261 286    | 31,3 Jahre                        |
| Embraer 190      | 04     |          |                           | 104        | 11,1 Jahre                        |
| Embraer 195      | 01     |          |                           | 116        | 16,7 Jahre                        |
| Gesamt           | 11     |          | alle inaktiv              |            | 14,4 Jahre                        |

## Ehemalige Flugzeugtypen
- Boeing 737-200
- Boeing 737-300
- Boeing 737-400
- Boeing 737-500
- Boeing 767-300
- Boeing 777-200ER
- Airbus A330-200
- Antonov An-148

## Zwischenfälle
Am 8. Januar 2020 wurde eine Boeing 737-800 kurz nach dem Start vom Flughafen Teheran-Imam Chomeini versehentlich durch zwei Luftabwehrraketen der iranischen Revolutionsgarde abgeschossen (siehe auch Ukraine-International-Airlines-Flug 752). Alle 176 Passagiere und Crew-Mitglieder an Bord kamen ums Leben.